# Vasököl (film)
A Vasököl (eredeti cím: Real Steel) 2011-ben bemutatott amerikai film Shawn Levy rendezésében, főszereplői Hugh Jackman és Dakota Goyo.
A film középpontjában Charlie Kenton áll, aki úgy próbál pénzt keresni hogy robot bokszokban vesz részt. Közben befogadja régen nem látott fiát, Maxet akivel közösen mennek robotboxolni.
A filmet az Amerikai Egyesült Államokban 2011. október 7-én, míg Magyarországon egy nappal korábban október 6-án mutatták be a mozikban.

## Cselekmény
Mindenki szereti a robotharcot, ez most egy nagyon felkapott szórakozás. Charlie Kenton is robotokkal foglalkozik, megveszi és összefoltozza őket a harcokra. Nagy pénzeket lehet szakítani az illegális robot boksz versenyeken, de Charlie-nak nem igazán alakulnak jól a dolgai, sok adóssága van. Ráadásul most még a gyerekére is neki kell vigyáznia, akit eddig még nem nagyon látott soha. A 11 éves Max nem is nagyon találja a közös hangot az apjával, de ő is nagyon szereti a robotharcot, ezért a közös érdeklődés összekovácsolja őket. Max és Charlie egy roncstelepre mennek, ahol Max véletlenül egy szakadékba zuhan, de az egyik robotnak a karjába beletudott kapaszkodni. Max kiássa a robotot ami ,,megmentette". Miután hazaviszik kiderül, hogy a robotnak nincs nagy ütőerje de nagyon jól bírja az üléseket. Valamint van egy úgynevezett árnyék funkciója. Atomnak hívják. Bejutnak a legrangosabb versenyre is, ahol a legjobb robottal, Zeusszal küzdhetnek meg.

## Szereplők
- Hugh Jackman – Charlie Kenton (Kőszegi Ákos)
- Dakota Goyo – Max Kenton (Ducsal Ábel)
- Evangeline Lilly – Bailey Tallet (Németh Borbála)
- Phil LaMarr – Közvetítő
- Kevin Durand – Ricky (Stohl András)
- Olga Fonda – Farra (Pikali Gerda)
- Anthony Mackie – Finn (Barabás Kiss Zoltán)
- Hope Davis – Debra (Kovács Nóra)
- James Rebhorn – Marvin (Tordy Géza)

## Fogadtatás
A film költségvetése 110 000 000 dollár volt, a bevétele pedig 299 268 508 dollár. Oscar-díjra is jelölték 2012-ben, a vizuális effektek kategóriában.

## Folytatás
2021. augusztus 8-án a rendező kijelentette hogy szívesen csinálna egy folytatást, amiben Ryan Reynolds is szerepelhetne. 2022. január 14-én a rendező bejelentette hogy sorozat formájában folytatódni fog.